# Julius Ochs Adler
Julius Ochs Adler, ameriški general, * 3. december 1892, † 3. oktober 1955.